# Penstemon apateticus
Penstemon apateticus är en grobladsväxtart. Penstemon apateticus ingår i släktet penstemoner, och familjen grobladsväxter.

## Underarter
Arten delas in i följande underarter:
- P. a. apateticus
- P. a. durangensis